# Kościół św. Jakuba Apostoła w Jedwabnem
Kościół świętego Jakuba Apostoła w Jedwabnem – rzymskokatolicki kościół parafialny w mieście Jedwabne, w województwie podlaskim. Należy do dekanatu Jedwabne diecezji łomżyńskiej.

## Historia
Obecna świątynia została wzniesiona w latach 1926–1935 w stylu neobarokowym, na miejscu drewnianego kościoła z 1738 roku, spalonego w 1915 roku. Projektantem kościoła był Feliks Michałowski. Budowla została zbudowana staraniem dwóch księży proboszczów: Andrzeja Gawędzkiego i Mariana Szumowskiego. W dniu 22 lipca 1935 roku kościół konsekrował biskup łomżyński Stanisław Kostka Łukomski. W latach 1991–2000 świątynia została wyremontowana, dzięki staraniom księdza proboszcza Edwarda Orłowskiego.

## Wyposażenie
Wyposażenie świątyni pochodzi z ubiegłego stulecia. We wnętrzu kościoła są umieszczone cztery ołtarze: główny, dwa w nawach bocznych oraz jeden w kaplicy. W ołtarzu głównym znajduje się rzeźba Przemienienia Pańskiego, natomiast w bocznych Są umieszczone obrazy Matki Bożej Nieustającej Pomocy i św. Antoniego. W kaplicy z kolei jest umieszczony obraz św. Judy Tadeusza. Kościół posiada także starsze zabytki. Są to: monstrancja z 1616 roku i kielich z 1837 roku.